# Tjärnesjön (Gunnarps socken, Halland)
Tjärnesjön är en sjö i Falkenbergs kommun i Halland och ingår i Ätrans huvudavrinningsområde. Sjön är 29 meter djup, har en yta på 3,18 kvadratkilometer och befinner sig 134,1 meter över havet. Sjön avvattnas av vattendraget Skärshultaån. Vid provfiske har bland annat abborre, braxen, gädda och mört fångats i sjön.

## Delavrinningsområde
Tjärnesjön ingår i det delavrinningsområde (633977-132117) som SMHI kallar för Utloppet av Tjärnesjön. Medelhöjden är 145 meter över havet och ytan är 18,07 kvadratkilometer. Det finns inga avrinningsområden uppströms utan avrinningsområdet är högsta punkten. Skärshultaån som avvattnar avrinningsområdet har biflödesordning 3, vilket innebär att vattnet flödar genom totalt 3 vattendrag innan det når havet efter 57 kilometer. Avrinningsområdet består mestadels av skog (70 %). Avrinningsområdet har 3,3 kvadratkilometer vattenytor vilket ger det en sjöprocent på 18,3 %.

## Fisk
Vid provfiske har följande fisk fångats i sjön:
- Abborre
- Braxen
- Gädda
- Mört
- Sik
- Siklöja